# La Vierge Tempi
La Vierge Tempi est une Vierge à l'Enfant (en italien : Madonna con il Bambino - Madonna Tempi), une peinture religieuse de Raphaël. 
Les historiens d'art s'accordent à la dater de 1508, soit à la fin de la période dite florentine de l'artiste.
Cette huile sur bois, de format vertical (75 × 51 cm), est conservée à la Alte Pinakothek de Munich.

## Historique
Dans un document du XVIIIe siècle, il est fait mention du tableau comme appartenant à la famille Tempi de Florence ; cette dernière le vend, en 1829, au roi de Bavière, Louis Ier.

## Thème
Il s'agit d'une Vierge à l'Enfant, représentés seuls sans autre personnage.

## Description
Raphaël utilise une disposition souvent présente, au début des années 1500, soit pour des portraits soit pour d'autres Vierge à l'Enfant, à savoir une figure humaine, se détachant sur un paysage et occupant, physiquement, la part principale de l'image.
La Vierge auréolée est représentée debout, cadrée à mi-corps et tient l'Enfant, également auréolé, étroitement contre elle, joue contre joue, un détail repris des prototypes byzantins de la Vierge Éléousa ; les paupières baissées, son regard est porté sur son fils, lequel fixe le spectateur.
La masse sombre et brune du bas sépare le groupe du paysage du fond apparaissant de part et d'autre du drapé de la Vierge  : des collines, des tours émergent faiblement entre un ciel et un plan d'eau bleus.

## Analyse
Le schéma de composition du tableau s'inspire clairement d'un bas-relief disparu de Donatello et connu par des copies.
Le lourd drapé sinueux de la Vierge crée un effet de mouvement dans cet espace où, de l'arrière-plan, avec un paysage seulement esquissé, émane une intense luminosité.